# 구라하시 겐
구라하시 겐(일본어: 倉橋 健, 1919년 10월 11일~2000년 5월 7일)은 일본의 영문학자이다. 와세다 대학의 명예교수이기도 한 그는 연극 평론가, 연출가로도 활동하며 와세다 대학 연극박물관 관장, 일본 연극학회 회장을 지냈으며, 1983년에 자수포장을 받았다.

## 저서
- 『연출의 방법』(삼성당) 1957
- "현대 미국 연극론"(남운당) 1960
- 「연극을 즐긴다」(남운당) 1993